# Henri Chouteau
Henri Chouteau (né à Saint-Denis le 16 février 1834 et mort à Paris 20e le 25 mai 1915) est une personnalité de la Commune de Paris.

## Biographie
Sous le Second Empire il est condamné plusieurs fois pour colportage d'écrits révolutionnaires et création d'organisations politiques interdites. Pendant la période de la Commune de Paris il est membre du Comité central républicain des Vingt arrondissements et de Comité central de la Garde nationale. Sans être candidat, ni élu, plus de 2 100 électeurs du VIe arrondissement votent pour lui, le 26 mars aux élections pour former le Conseil de la Commune.
Après la Semaine sanglante, il se réfugie en Angleterre où il anime la Société des Réfugiés de la Commune.

### Notices biographiques
- Bernard Noël, Dictionnaire de la Commune, Coaraze, L'Amourier éditions, coll. « Bio », avril 2021 (1re éd. 1971), 799 p. (ISBN 978-2-36418-060-4, ISSN 2259-6976, présentation en ligne), p. 155
- « Notice Chouteau Henri », sur maitron.fr, Le Maitron, dictionnaire bibliographique du mouvement ouvrier et du mouvement social, Association Les Amis du Maitron (consulté le 17 août 2021)